# New Hartford (Iowa)
New Hartford is een plaats (city) in de Amerikaanse staat Iowa, en valt bestuurlijk gezien onder Butler County.

## Demografie
Bij de volkstelling in 2000 werd het aantal inwoners vastgesteld op 659. In 2006 is het aantal inwoners door het United States Census Bureau geschat op 637, een daling van 22 (-3,3%).

## Geografie
Volgens het United States Census Bureau beslaat de plaats een oppervlakte van 1,3 km², geheel bestaande uit land. New Hartford ligt op ongeveer 274 m boven zeeniveau.

## Plaatsen in de nabije omgeving
De onderstaande figuur toont nabijgelegen plaatsen in een straal van 16 km rond New Hartford.

## Geboren
- Chuck Grassley (1933), senator voor Iowa